# Sericina
La Sericina es una proteína obtenida en el capullo de Bombyx mori (gusanos de seda) en el proceso de producción de la seda.

## Estructura
La seda es una fibra producida por el gusano de seda en la producción de su capullo. Consiste principalmente de dos proteínas: fibroína y sericina. La seda consiste en un 70-80% de fibroína y un 20-30% de sericina; la fibroína es el centro estructural de la seda, y la sericina es la goma que recubre las fibras y permite que se peguen entre sí. 
Compuesto estructuralmente de 18 diferentes aminoácidoss, y 32% serina, en la mayoría de los casos, una bobina amorfa aleatorizada. Cuando se encuentra en la bobina amorfa, la sericina también se puede convertir fácilmente en una conformación de hoja de β, mediante la absorción repetida de humedad y el estiramiento mecánico. Usando el examen rayos gamma, se determinó que las fibras de sericina están compuestas típicamente de tres capas, todas con fibras que corren en diferentes patrones de direccionalidad. La capa más interna, típicamente está compuesta de fibras que corren longitudinalmente, la capa media está compuesta de fibras de patrón direccional cruzado y la capa externa está compuesta de fibras direccionales de fibra. La estructura general también puede variar en función de la temperatura, mientras que cuanto más baja es la temperatura, más conformaciones de hojas de β que las bobinas amorfas aleatorias. También hay tres tipos diferentes de sericina, que constituyen las capas que se encuentran encima de la fibrina. La sericina A, que es insoluble en agua, es la capa más externa y contiene aproximadamente 17% de nitrógeno, junto con aminoácidos como la serina, treonina, ácido aspártico y glicina. La sericina B, compuesta por la capa media y es casi la misma que la sericina A, pero también contiene triptófano. La sericina C es la capa más interna, la capa que más se acerca y es adyacente a la fibroína. También insoluble en agua, la sericina C puede separarse de la fibroína mediante la adición de un ácido débil caliente. La sericina C también contiene los aminoácidos presentes en B, junto con la adición de prolina.

### Composición química
La composición química de la sericina es C30H40N10O16.
La estructura de la sericina no está del todo clara ni confirmada, pero en un estudio japonés realizado en 2007/2008 por Mayer, S. y Maric, M. sugirió lo siguiente:

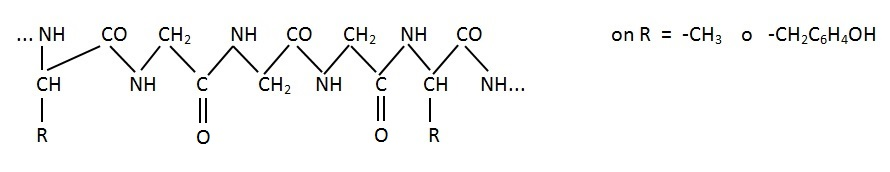
Estructura de la sericina según lo sugerido por Mayer, S. y Maric, M.

## Usos
La sericina también se ha utilizado en medicina y cosméticos. Debido a su elasticidad y resistencia a la tracción, junto con una afinidad natural por la queratina, la sericina se utiliza principalmente en medicina para la sutura de heridas. También tiene una resistencia natural a las infecciones y se utiliza de forma variable debido a su excelente biocompatibilidad, por lo que también se utiliza comúnmente como coagulante de heridas. Cuando se usa en cosméticos, se ha encontrado que la sericina mejora la elasticidad de la piel y varios factores antienvejecimiento, incluyendo una propiedad antiarrugas. Esto se hace minimizando la pérdida de agua de la piel. Para determinar esto, los científicos realizaron varios procedimientos experimentales, incluyendo un ensayo de hidroxiprolina, mediciones de impedancia, pérdida de agua de la epidermis y microscopía electrónica de barrido para analizar la rigidez y sequedad de la piel. La presencia de sericina aumenta la hidroxiprolina en el estrato córneo, lo que a su vez, disminuye la impedancia de la piel, aumentando así la humedad de la piel. Añadiendo poloxámero y carbopol, otros dos factores que pueden ser incluidos en los geles de sericina, realizan la acción de reparar los factores naturales de humedad (NMF), junto con minimizar la pérdida de agua, y a su vez, mejorar la humedad de la piel. Además se ha utilizado en cultivo de células de mamíferos como sustituto del suero fetal bovino en el medio de cultivo.
Véase también Murat Ersel, Yigit Uyanikgil, Funda Karbek Akarca, Emel Oyku Cetin Uyanikgil y otros: Effects of Silk Sericin on Incisión Wound Healing in a Dorsal Skin Flap Wound Healing Rat Model, Documento de la conferencia del 10º Congreso Europeo de Medicina de Emergencia Eusem en Viena, Austria, octubre de 2016.

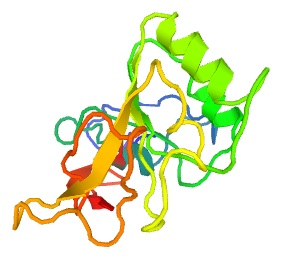
Estructura terciaria de la sericina